# Gestüt Harzburg

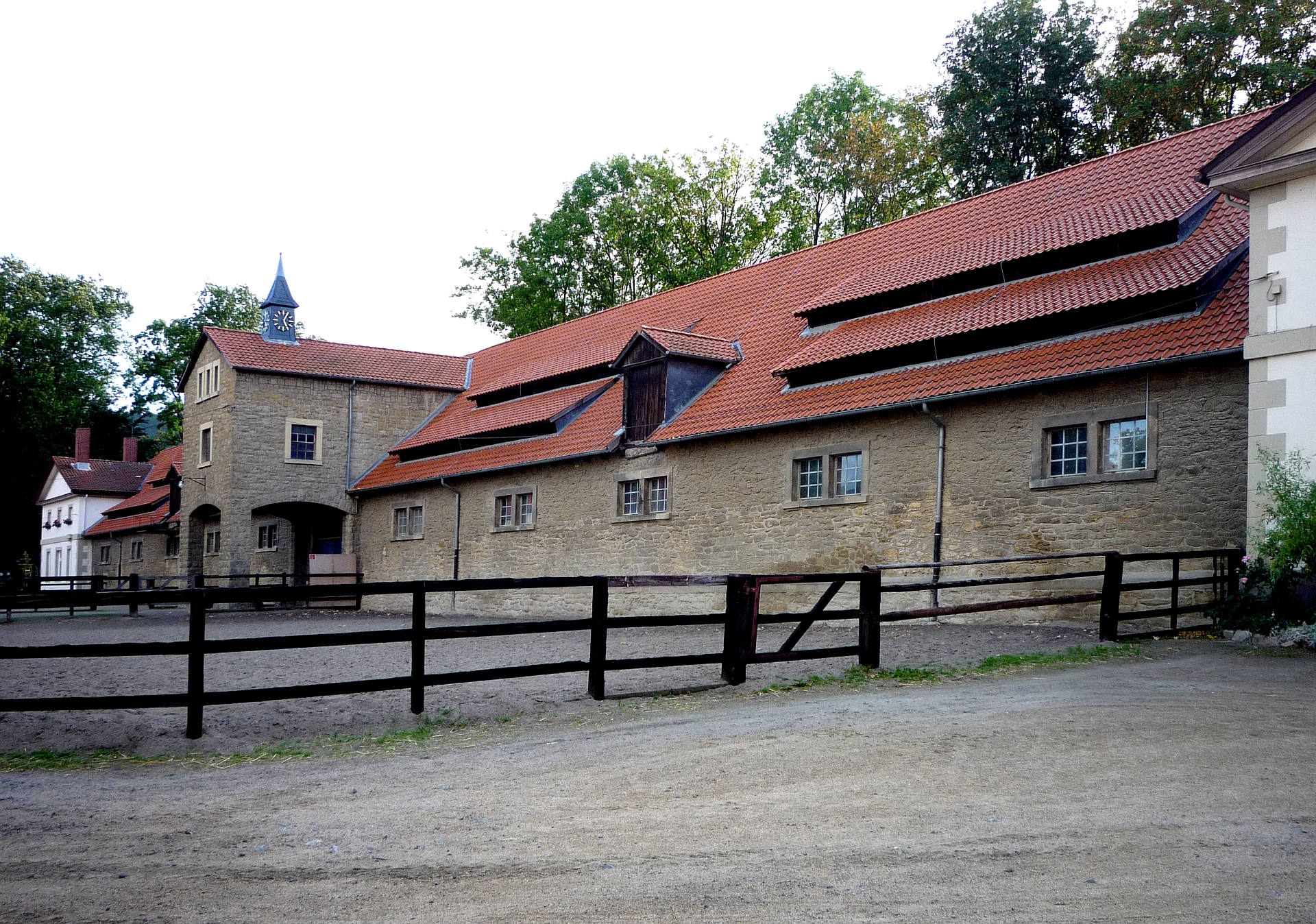
Gestütsgebäude, 2016

Das Gestüt Harzburg ist in Bündheim, Stadt Bad Harzburg im Landkreis Goslar in Niedersachsen gelegen. Es ist das älteste in Betrieb befindliche deutsche Vollblutgestüt.
Das Gestüt wurde im Jahre 1413 von Bernhard I., Herrscher des Herzogtums Braunschweig-Lüneburg gegründet.
Gegen Ende seiner Lebenszeit befand sich Luciano im Besitz des Gestütes, der als gewinnträchtigstes Rennpferd aller Zeiten in Deutschland Geschichte schrieb. Bedeutendster Zuchthengst von November 2009 bis Oktober 2016 war Adlerflug, der im Gestüt Schlenderhan aufwuchs und eine Gewinnsumme von über 600.000 Euro erbrachte. Adlerflug ist auch der Namensgeber der Adlerflug-Lounge auf der nahen Rennbahn Bad Harzberg (Bündheim).
Weitere bedeutende Pferde sind Katalos und Amico Fritz.

## Heutige Situation
2016 kündigte die Norddeutsche Landesbank an, sich aus dem Zuchtbetrieb zurückzuziehen. Damit war zunächst der Bestand des über 600 Jahre alten Betriebs bedroht, dessen Existenz hauptsächlich durch den Deckhengst Adlerflug abhängig ist. Zu dieser Zeit wurde Adlerflug mit einem Wert von 1,05 Millionen Euro dotiert. Die Kur-, Tourismus- und Wirtschaftsbetriebe der Stadt Bad Harzburg GmbH gründeten infolgedessen die Gestüt Harzburg GmbH, die sich dem Erhalt und der angepeilten Sanierung des Gestütsgeländes widmet.
Mit Stand 2019 war vorgesehen, den Gestütsbetrieb an die Randlage des Lindenbruchwegs auszulagern und stückweise in die alten Gebäude zu überführen. Im Jahr 2022 unterschrieben Heiko Rataj und Dirk Junicke den Pachtvertrag über das Gestüt, auf dem die Pferdezucht damit eingestellt werden soll. Die Gebäude wurden gekauft.
2023 findet zum ersten Mal in der Geschichte des ältesten Vollblutgestütes Deutschlands ein Weihnachtsmarkt mit über 70 Kunsthandwerkern statt.